# Дионисий Малый
Диони́сий Ма́лый (лат. Dionysius Exiguus, ок. 470 — ок. 544) — римский аббат, один из «скифских монахов» (уроженец Малой Скифии, нынешней Добруджи, составлявшей тогда византийскую провинцию Скифия). Основоположник летосчисления от Рождества Христова (или от начала нашей эры); святой, прославленный Католической, Румынской православной и Русской православной церквями.

## Взгляды
Разделяя взгляды скифских монахов, он писал о них: «Скифия, ужасная своим холодом и варварами, породила четырёх человек, всегда горящих жаром своих сердец и чудесных спокойствием своих манер». В этой связи исследователи отмечают, что ни себя, ни монахов Дионисий не определяет как «варваров». Описывая своё пребывание в Риме, Иоанн Максенций так выражает своё видение мира: он и Дионисий — скифы, потому что они из Скифии. Друг Дионисия, грекофил Боэций, поддержал теологические взгляды монахов.

## Труды
По поручению папы римского Иоанна I в 525 году составлял пасхальные таблицы. Отказавшись от тогдашнего летосчисления, начинавшегося от первого года правления жестокого гонителя христиан римского императора Диоклетиана, предложил новую систему счёта годов. При этом Дионисий Малый исходил из того, что Иисусу, когда Он начинал Свою проповедническую деятельность, было около 30 лет (по Евангелию от Луки), что распят Он был в канун иудейской Пасхи при императоре Тиберии. Используя уже существовавшую методику исчислений дат Пасхи (с учётом солнечного и лунного календарей), он установил, что Воскресение Иисуса Христа приходится на 25 марта 31 года от Его рождества.
В VIII—IX веках его способ летосчисления, использованный в творениях англосаксонского историка и богослова Бе́ды Достопочте́нного (ум. 735), получил распространение в странах Западной Европы и вместе с его пасхальными таблицами использовалось в Средневековье католической церковью.
Дионисий Малый также известен как собиратель и переводчик на латынь церковно-правовых документов (до Халкидонского собора в 451 г.), в том числе христологических документов, ранее неизвестных на Западе: «Послания к армянам о вере» Прокла Константинопольского и «Двенадцати анафематизмов» Кирилла Александрийского.

## Канонизация
Священный синод Румынской православной церкви на заседании 8—9 июня 2008 года принял решение о канонизации с установлением дня памяти 1 сентября. 7 марта 2018 года решением Священного синода Русской православной церкви включён в месяцеслов Русской православной церкви.